# De natura deorum
Le De natura deorum (en français De la nature des dieux) est un traité philosophique de Cicéron écrit en 45 av. J.-C. et dédié à Brutus, un ami de Cicéron. De sujet religieux, il présente et oppose les visions théologiques des différents courants philosophiques grecs présents à Rome, le stoïcisme, l’épicurisme et l’académisme, et se compose de trois livres.

## Date
La rédaction du De natura deorum suit la publication de deux ouvrages moraux, le De finibus bonorum et malorum et les Tusculanes. Elle commence vers la fin du mois d’août 45 av. J.-C. Cicéron écrivit à Atticus pour lui demander l'essai Des Dieux (Περὶ ϑεῶν, peri theon) du maître de l'école épicurienne Phèdre , et utilisa cette œuvre pour l'aider à rédiger le premier livre du De Natura Deorum. Sur cette base, il développa non seulement son analyse de la doctrine épicurienne, mais aussi celle de philosophes plus anciens. La fin de rédaction n’est pas datée avec précision, elle se place avant la mort de César qui survient en mars 44, il est possible qu’elle se situe beaucoup plus tôt.

## Contenu
Cicéron place le dialogue fictif entre trois personnages importants dont il aurait été témoin en 77 ou 76 av. J.-C., pendant la fête religieuse des Féries latines à Rome.
Dans le premier livre, Cicéron fait l’introduction, mais ne prend pas une part active dans la suite. Caius Velleius expose la théorie d’Épicure, et nie l’intervention des dieux dans les affaires humaines, qui seraient des figurants oisifs et passifs. Ce point de vue est ensuite critiqué par Caius Cotta, qui dénonce l’athéisme sous-jacent de la théorie épicurienne.
Dans le second livre, Quintus Lucilius Balbus présente la doctrine stoïcienne : les dieux gouvernent le monde et interviennent dans les affaires humaines. Selon les stoïciens, l’intelligence dont est doté l’esprit humain implique l’existence d’une âme qui ne peut venir de la matière inerte, mais doit avoir une origine divine. Le monde ne peut s’expliquer sans une intervention qui rend la vie possible et modère les tempêtes, et l’harmonie du mouvement des astres prouve l’existence d’une raison créatrice.
Dans le troisième livre, Cotta dont Cicéron fait le porte-parole de la position des néo-académiciens conclut à nouveau de façon critique. Si les arguments stoïciens étaient valides, ils aboutiraient à une entité divine parfaite et unique, en contradiction avec la pluralité des dieux. Si les dieux prolifèrent, leur différenciation annule leur perfection, et lesquels choisir dans cette multitude ? Les apologistes chrétiens puiseront des arguments dans les attaques ainsi formulées par Cotta. 
Après une lacune de plusieurs chapitres dans le texte, Cotta poursuit par développement contre la Providence, notant que les bienfaits des dieux sont largement compensés par les malheurs qu’ils permettent, et pour quelques ex-votos de marins rescapés de naufrage, plus nombreux sont les disparus qui n’ont pas laissé de témoignage. Cotta cite contre l'existence d'une Providence divine la mort de tant d'hommes de bien durant la guerre civile ; à l'objection que leurs assassins ont été punis par Sylla, il rétorque qu'il aurait mieux valu sauver des innocents plutôt que punir des assassins,. Cotta qui est pontife ne réfute toutefois pas toute la religion, car la fondation et les succès de Rome prouvent que les dieux lui ont été favorables. Pour croire à cette tradition transmise par les ancêtres, la raison stoïcienne n’est pas nécessaire.
Il faut constater l'extrême discrétion de l'attitude de Cicéron : il est persuadé que le culte de l’existence des dieux et de leur action sur le monde doit exercer une profonde influence sur la vie, et qu’il est donc d’une importance fondamentale pour le gouvernement d’un État. Il doit pour cela être maintenu vivant parmi le peuple. Cicéron ne trouve pas les arguments rationalistes des stoïciens très convaincants, et les critique par l’intermédiaire de Cotta. Enfin, il se déclare enclin à croire que les dieux existent et qu’ils gouvernent le monde: il le croit parce que c’est une opinion commune à tous les peuples. Ce consensus universel équivaut pour lui à une loi de la nature « omni in re consensio omnium gentium lex naturae putanda est »(en toutes choses l'accord unanime des peuples doit être interprété comme une loi naturelle, CICERON, Tusculanes, I, 13)